# Canton d'Arras-Sud
Le canton d'Arras-Sud est une ancienne division administrative française du département du Pas-de-Calais et la région Nord-Pas-de-Calais. Il disparaît à la suite du redécoupage des cantons de 2014, la très majorité des communes le composant étant dans le nouveau canton d'Arras-3.

## Géographie

Le Canton d'Arras-Sud dans l'arrondissement d'Arras

## Représentation

### conseillers généraux de 1833 à 2015
| Période | Période      | Identité                        | Étiquette            | Qualité |
| ------- | ------------ | ------------------------------- | -------------------- | --- |
| 1833    | 1848         | Timothée Cornille               | Libéral              | Avocat puis Président du Tribunal civil d'Arras Député (1848-1851)                                                                                         |
| 1848    | 1871         | Jean-Baptiste Wartelle de Retz  | Centre droit         | Propriétaire à Arras Membre de la commission administrative des hôpitaux Député (1849-1851, 1871-1876)                                                     |
| 1871    | 1904         | Joseph Leloup                   | Républicain          | Fabricant de sucre Conseiller municipal d'Arras |
| 1904    | 1910         | Narcisse Bauvin                 | Républicain          | Fabricant de sucre et fabricant d'huiles à Saint-Laurent-Blangy Conseiller municipal d'Arras                                                               |
| 1910    | 1940 (décès) | Jean-François Paris (1867-1940) | URD                  | Avocat, conseiller municipal d'Arras |
|         |              |                                 |                      | |
| 1945    | 1949         | Guy Mollet                      | SFIO                 | Professeur - Secrétaire Général de la SFIO Maire d'Arras (1945-1975) Député (1945-1975) Ministre (1946-1947 et 1950-1951) Président du Conseil (1956-1957) |
| 1949    | 1961         | Henri Duflot                    | RPF puis RS puis UNR | Médecin - Député (1958-1967) |
| 1961    | 1992 (décès) | Michel Darras                   | SFIO puis PS         | Ingénieur Conseiller municipal d'Arras Sénateur (1965-1992)                                                                                                |
| 1992    | 2015         | Jean-Louis Cottigny             | PS                   | Député européen (1997-1999, 2004-2009 et 2012-2014) Maire de Beaurains (1989-2004) Suppléant du député Jean-Pierre Defontaine (1997-2002)                  |

### Conseillers d'arrondissement (de 1833 à 1940)
| Période                                  | Période      | Identité                               | Étiquette   | Qualité |
| ---------------------------------------- | ------------ | -------------------------------------- | ----------- | --- |
| 1833                                     | 1836         | Alphonse Monel (1789-1873)             |             | Bâtonnier de l'Ordre des avocats, Arras                                                                     |
|                                          |              |                                        |             | |
| 1842                                     |              | Constant Wartelle                      |             | Avocat à Arras, juge de paix                                                                                |
|                                          |              |                                        |             | |
| 1877                                     | 1901 (décès) | René-Michel Gerbore-Piéron (1832-1901) | Républicain | Propriétaire, conseiller municipal d'Arras Président du Conseil d'arrondissement (1886-1898)                |
| 1901                                     | 1919         | Éloy Letévé                            | Républicain | Cultivateur et commerçant, conseiller municipal d'Arras                                                     |
| 1919                                     | 1931         | Marc Scailliérez (1880-1960)           | PDP         | Cultivateur et industriel Maire de Feuchy-lès-Arras                                                         |
| 1931                                     | 1940         | Paul Coche (1881-1944)                 | SFIO        | Tailleur de pierres puis employé de commerce, maire d'Achicourt                                             |
| 1940                                     |              |                                        |             | Les conseils d'arrondissement ont été suspendus par la loi du 12 octobre 1940 et n'ont jamais été réactivés |
| Les données manquantes sont à compléter. |              |                                        |             | |

## Composition
Le canton d'Arras-Sud groupe 9 communes et compte 30 191 habitants (recensement de 1999 sans doubles comptes).
| Communes              | Population (2012) | Code postal | Code Insee |
| --------------------- | ----------------- | ----------- | ---------- |
| Achicourt             | 7 695 (1)         | 62217       | 62004      |
| Agny                  | 1 954             | 62217       | 62013      |
| Arras                 | 40 590            | 62000       | 62041      |
| Beaurains             | 4 708             | 62217       | 62099      |
| Fampoux               | 1 071             | 62118       | 62323      |
| Feuchy                | 1 165             | 62223       | 62331      |
| Neuville-Vitasse      | 503               | 62217       | 62611      |
| Tilloy-lès-Mofflaines | 1 329             | 62217       | 62817      |
| Wailly                | 971               | 62217       | 62869      |

(1) fraction de commune.

## Démographie
| 1962 | 1968 | 1975 | 1982 | 1990   | 1999   | 2006   | 2011   | 2012   |
| ---- | ---- | ---- | ---- | ------ | ------ | ------ | ------ | ------ |
| -    | -    | -    | -    | 28 744 | 30 191 | 31 020 | 31 706 | 31 968 |